# サビーヌ (小惑星)
サビーヌ (665 Sabine) は小惑星帯に位置する小惑星である。ハイデルベルクでヴィルヘルム・ローレンツによって発見された。名前の由来は不明。